# Christoph August von Bredow
Christoph August von Bredow, auch August Christoph von Bredow (* 29. Februar 1780 in Eichhorst (Mecklenburg-Strelitz); † 21. Juli 1844 in Schwanebeck) war ein deutscher Agrarexperte und Gutsbesitzer in Preußen.

## Leben
Christoph August von Bredow war der Sohn von Caspar Matthias von Bredow (* 16. Mai 1729; † 31. März 1787 in Eichhorst) und Friederike Sophie Johanna, geb. von Peccatel (* 15. November 1751 in Weisdin; † 25. Dezember 1780 in Blumenow).
Nach dem Tod seines Vaters wuchs Bredow bei seinem Onkel Asmus Wilhelm von Bredow (* 4. Januar 1731 in Prillwitz; † 18. September 1799 in Markau) auf Gut Prillwitz bei Hohenzieritz/Neubrandenburg auf. 1802 ehelichte er seine Cousine Karoline Sophie Friederike von Bredow (* 25. März 1781 in Prillwitz; † 26. Dezember 1864 in Berlin) die Tochter von Asmus Wilhelm von Bredow aus dessen 2. Ehe mit Dorothea Ernestine, geb. von Kosboth aus dem Hause Schependorf (* 1. Juni 1751 in Neustrelitz; † 22. März 1793 in Markau). Sein Cousin Henning August, der Bruder seiner Frau, wurde damit zu seinem Schwager.
Sein Schwiegervater und Onkel Asmus Wilhelm von Bredow erbte das Gut Markau und zudem auch das Gut Schwanebeck von seinem Vetter Henning Caspar IV. von Bredow (1742–1788). Dieser galt als jähzornig; 1781 wollte er den Landrat in Markau verprügeln, nur die Begnadigung durch den Alten Fritz ersparte ihm vier Jahre Festungshaft.
Asmus Wilhelm von Bredow baute nach 1788 auf Gut Schwanebeck ein schlichtes aber nobles Herrenhaus. Nach seinem Tode erbte Christoph August von Bredow Gut Schwanebeck. Christoph August von Bredow starb 1844. Er soll in der Kirche zu Schwanebeck beigesetzt worden sein. Es gibt jedoch das Gerücht und wohl auch Hinweise, dass er sich nach Art des Alten Fritz mitsamt seinem Lieblingspferd auf der Südseite unweit des Schwanebecker Sees begraben ließ.
Sein Erbe auf Gut Schwanebeck trat Karl Friedrich Wilhelm von Bredow (1796–1862) an, welcher dem Herrenhaus von Schwanebeck durch Vergrößerung seine letzten prägenden Ausmaße gab: ein elfachsiger Bau und ein herrschaftliches Wohngeschoss auf ungewöhnlich hohem Sockel.
Das Herrenhaus blieb noch bis nach 1910 Wohnsitz derer von Bredow, später kaufte der Graf Wilhelm von Redern das Lebenswerk von Christoph August von Bredow, Gut Schwanebeck. Die Reste des Herrenhauses wurden 2003 abgerissen.

## Gesellschaftliches Wirken
Bredow war Vorsitzender der „Allgemeinen Witwenverpflegungsanstalt“, welche 1775 gegründet wurde und ein fester Bestandteil der Berliner Gesellschaft als einer der Direktoren der Haupt-Ritterschaft der Kur- und Neumark, am Kur- und Neumärkisches Ritterschaftliches Kreditinstitut. Des Weiteren war Bredow Mitglied des Montagsclubs und der am 4. November 1809 gegründeten Gesetzlosen Gesellschaft zu Berlin.
Trotz des gesellschaftlichen Lebens in Berlin blieb er der Landwirtschaft und dem Gut Schwanebeck eng verbunden. Durch seine Bekanntschaft mit Albrecht Daniel Thaer, dem wohl berühmtesten Agrarreformer der Mark Brandenburg, entwickelte sich Christoph August von Bredow zum Agrarexperten. Er war ein blühender Verehrer von Albrecht Daniel Thaer und dessen Theorien der modernen Landwirtschaft, durch deren praktische Umsetzung bzgl. einer wissenschaftlich ausgeklügelten Fruchtfolge und einer dem Bodenverhältnissen angepassten Düngung entwickelte er das in wirtschaftlichen Problemen steckende Gut Schwanebeck bis 1820 zu einem Mustergut. Dieser effizient ausgerichteten Landwirtschaft verdankte die Familie von Bredow das Überleben auf Gut Schwanebeck.